# Институт нейрохирургии имени А. П. Ромоданова НАМН Украины
Институт нейрохирургии имени академика А. П. Ромоданова НАМН Украины основан в 1950 году на основе Киевского психоневрологического института учеником основоположника советской нейрохирургии Н. Н. Бурденко А. И. Арутюновым. По инициативе А. И. Арутюнова институт создавался в виде одновременно научно-исследовательского и лечебного учреждения, в котором совместно с нейрохирургами работали врачи смежных специальностей.

## История
Создан в 1950 году на базе Киевского психоневрологического института согласно постановлению Совета Народных Комиссаров СССР от 31 октября 1940 года<. В приказе министра здравоохранения УССР № 439 от 3 июля 1950 г. значится «реорганизовать Киевский научно-исследовательский психоневрологический институт в Киевский научно-исследовательский нейрохирургический институт, являющийся правопреемником Киевского психоневрологического института». Был создан ряд отделений — нейроонкологии, острой травмы центральной и периферической нервной системы, нервно-сосудистой патологии, восстановительной и детской нейрохирургии.
После завершения процесса реорганизации с 1951 г. директором стал его основатель — профессор А. И. Арутюнов, который руководил институтом в течение 13 лет до 1964 года. Около 30 лет (с 1964 по 1993 год) директором был академик А. П. Ромоданов. После его смерти учреждение получило его имя. В течение 20 лет (с 1993 по 2013 год) институтом руководил академик НАН и НАМН Украины Ю. А. Зозуля. С 2013 институт возглавил академик НАМН Украины Е. Г. Педаченко.
В разные годы в институте работали выдающиеся нейрохирурги: Бродский Ю. С., Бурлуцкий А. П., Вирозуб И. Д., Зозуля Ю. А., Король А. П., Кристер А. А., Лапоногов О. А., Михайловский В. С., Пацко, Я. В., Педаченко, Г. А., Пелех, Л. Е., Пельц, Б. А., Пронзелев П. А., Ромоданов А. П., Сергиенко Т. М., Соснов Ю. Д., Станиславский В. Г., Тананайко П. Г., Трош Р. М. , Файнзильбер Я. И., которые заложили фундамент украинской нейрохирургии.

## Структура и направления работы

### Направления работы
Основными направлениями работы являются разработка и обеспечение современного уровня диагностики и лечения повреждений центральной и периферической нервной систем, а именно патогенез, диагностика и лечение травмы нервной системы и её последствий; хирургическое лечение опухолей головного мозга, изучение их особенностей на молекулярном и генетическом уровнях; хирургическое лечение травм позвоночника и спинного мозга; лечение неукротимых болевых синдромов; функциональная и восстановительная нейрохирургия; нейрохирургические аспекты лечения детей; лечение сосудистых патологий центральной нервной системы; проблемы лечения тяжёлых форм эпилепсии, болезни Паркинсона; изучение механизмов и эффективности действия стволовых клеток на нервную систему; нейроиммунология; радионейрохирургия.

### Структура
В клинический состав базы института входят 15 профильных отделений. На 361 койко-месте ежегодно получают лечение более 8 тысяч человек. В составе института располагаются 15 операционных. Ежегодно выполняется около 6 тысяч операций.
В поликлиническом отделе ежегодно получают специализированную консультативную помощь около 30 тысяч больных.
В состав учреждения также входит диагностический комплекс.

## Украинская ассоциация нейрохирургов
В 1993 году на базе института была создана Украинская Ассоциация Нейрохирургов. В учреждении также издаётся «Украинский нейрохирургический журнал». На протяжении многих лет на базе Института работает Специализированный совет по защите докторских и кандидатских диссертаций. Сотрудниками института с 1993 по 2010 годы опубликованы 137 монографий, более 9 тысяч научных работ, получены более 300 авторских свидетельств и патентов.

## Подготовка специалистов
На базе Института располагаются две кафедры — Национального медицинского университета им. А. А. Богомольця и Национальной медицинской академии последипломного образования им. П. Л. Шупика.